# Кус Беј (Орегон)
Кус Беј (енгл. Coos Bay) град је у америчкој савезној држави Орегон.

## Демографија
По попису из 2010. године број становника је 15.967, што је 593 (3,9%) становника више него 2000. године.
| Група             | 2000.          | 2010.          |
| Белци             | 13.593 (88,4%) | 13.319 (83,4%) |
| Афроамериканци    | 57 (0,4%)      | 91 (0,6%)      |
| Азијати           | 221 (1,4%)     | 217 (1,4%)     |
| Хиспаноамериканци | 691 (4,5%)     | 1.220 (7,6%)   |
| Укупно            | 15.374         | 15.967         |